# Olivovník evropský
Olivovník evropský (Olea europaea) je strom z čeledi olivovníkovité (Oleaceae). Pochází z Asie a Afriky, avšak dnes se s ním běžně setkáme ve středozemních oblastech Evropy. Jeho plody olivy mají význam pro potravinářství, lékařství a kosmetiku.

## Vzhled rostliny
Olivovník je stálezelený strom, který dosahuje výšky 5 až 10 m. Kmen nízký s šedozelenou rozpukanou borkou. Koruna bohatě větvená, nepravidelná, vejcovitá až kulovitá. Olivovník může mít bizarní vzhled.
Listy kožovitě tuhé, elipsovité až kopinaté, na spodní straně šedozelené, na svrchní straně tmavozelené, až 8 cm dlouhé, neopadavé.
Květy drobné, vonné, žlutobílé, se čtyřzubým kalichem a čtyřdílnou žlutavou korunou.
Plodem je dužnatá peckovice kulovitého až válcovitého tvaru, která v mezokarpu obsahuje značné množství oleje. Plody se nazývají olivy.

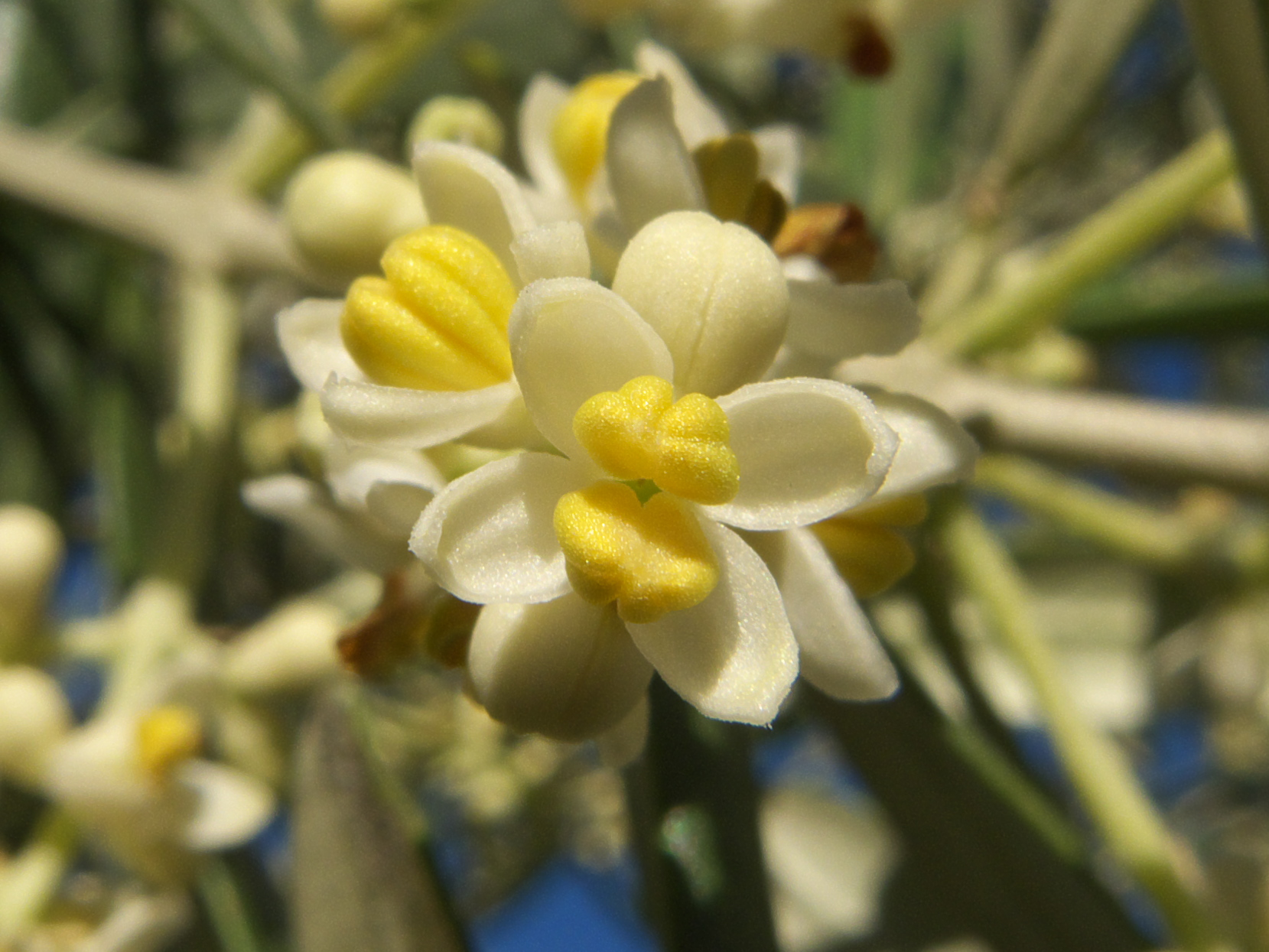
Květy olivovníku evropského
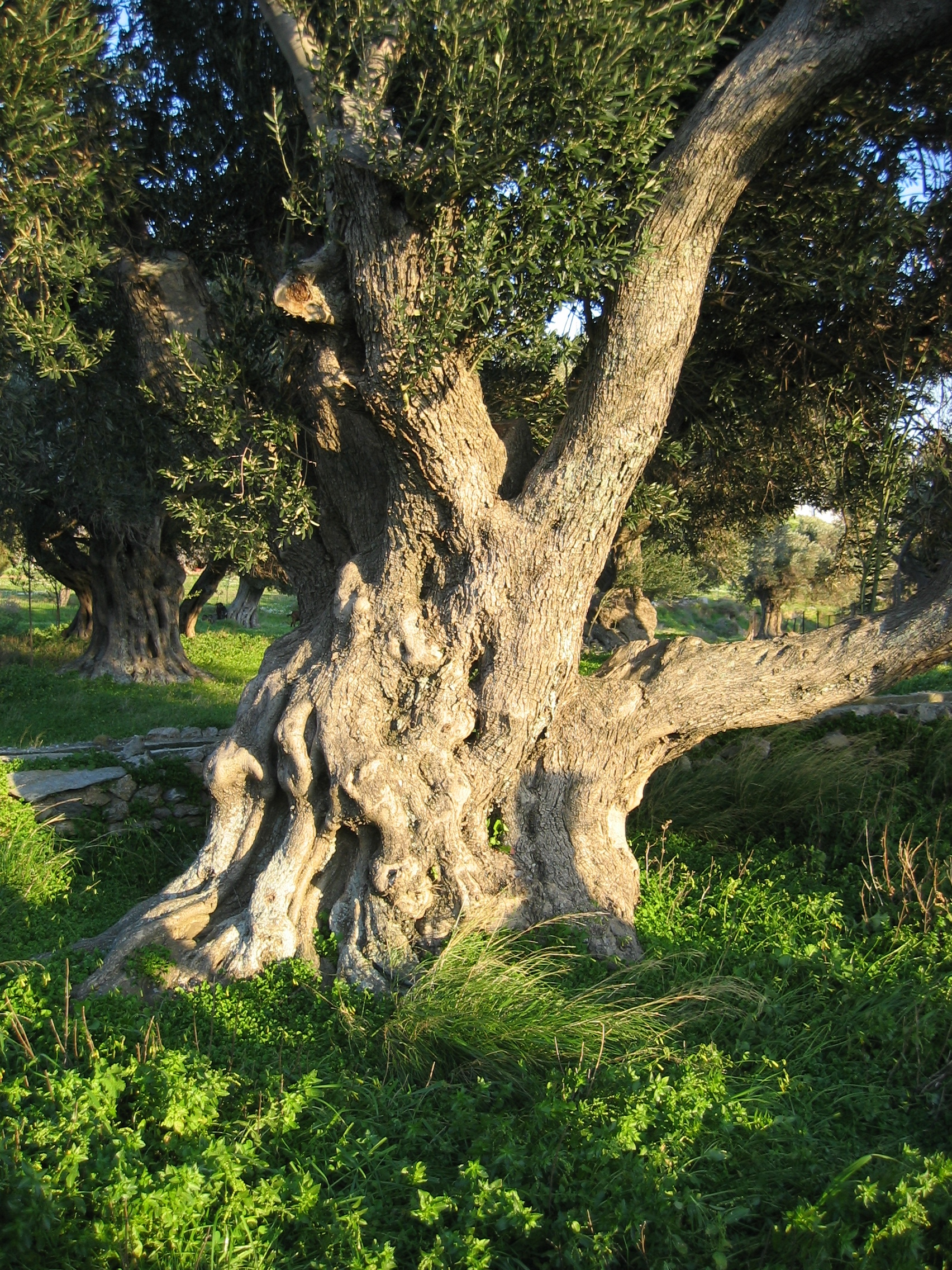
Starý kmen olivovníku evropského
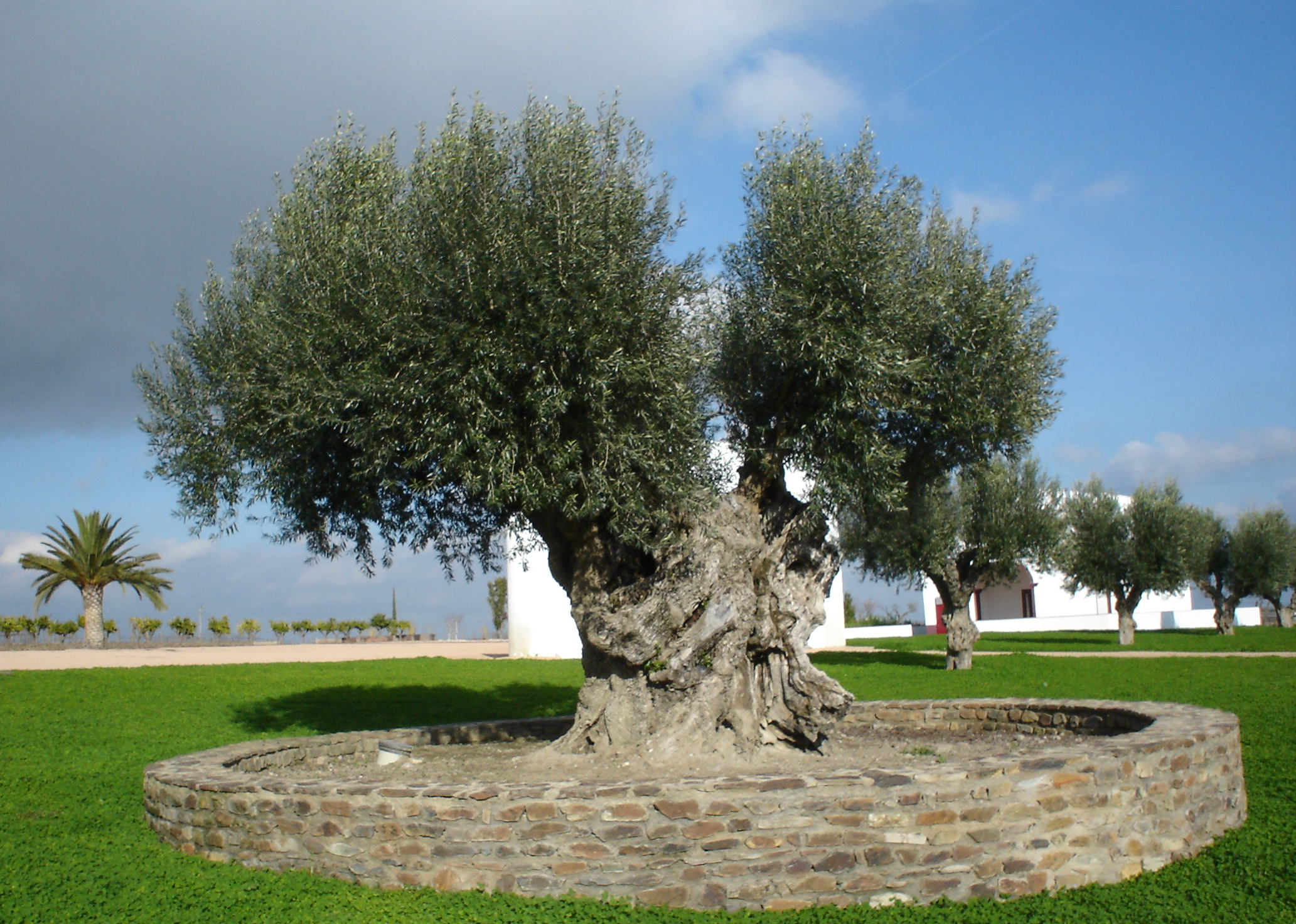
Letitý olivovník evropský
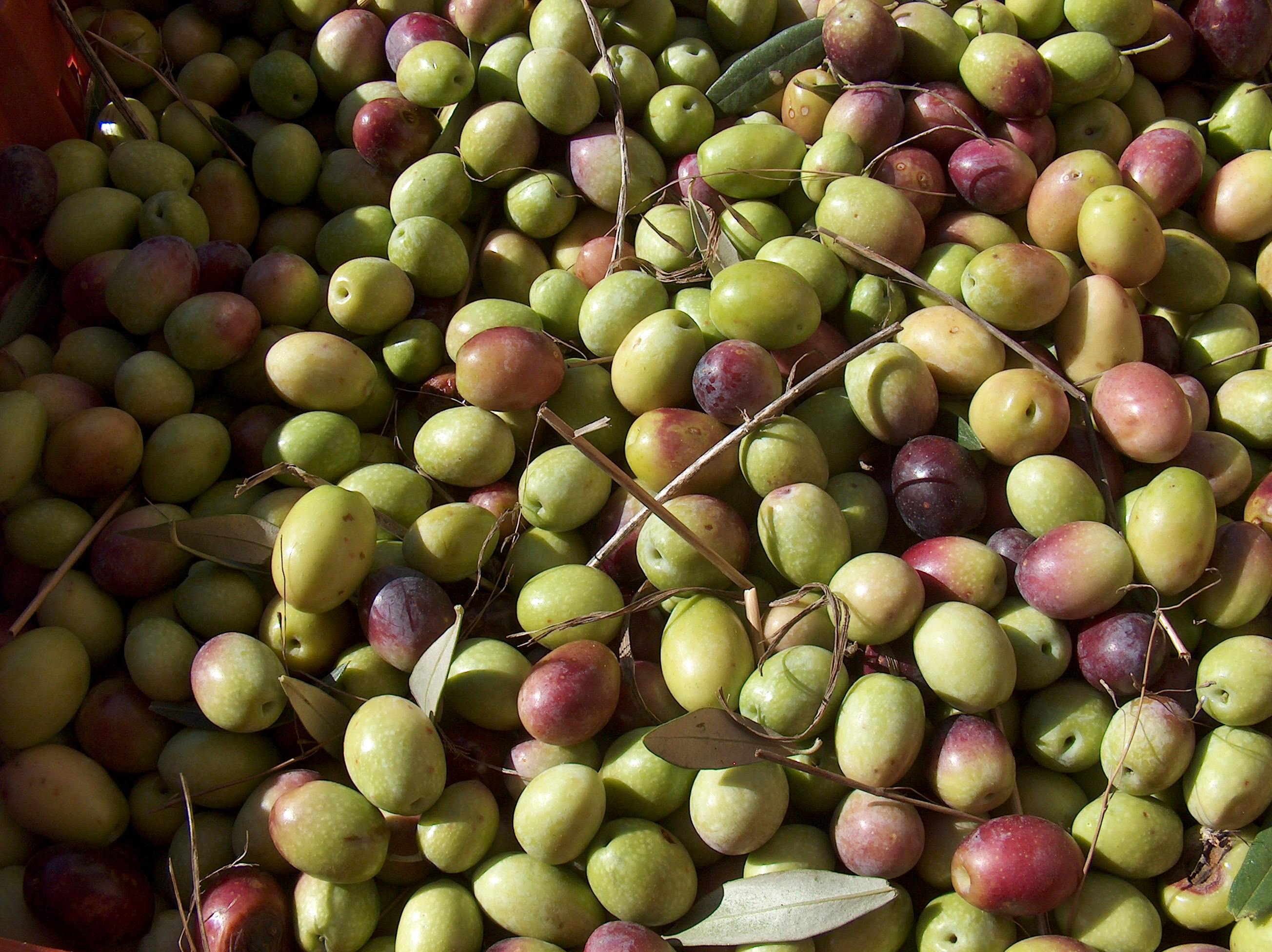
Sklizené olivy

## Výskyt a ekologie
Olivovník evropský původně pochází z Íránu, odkud se rozšířil asi před 5000 lety do Středozemí. Afrika je druhým kontinentem, kde se olivovník původně nacházel, zde však rostly olivovníky plané, a to na území dnešního Egypta a Etiopie. Dnes je olivovník rozšířen na mnoha místech ve Středomoří, Africe, Střední a Jižní Americe, hlavně v Mexiku a v Peru. Plané olivovníky se vyskytují v dubových lesích. Kulturní rostliny najdeme v olivových sadech. Teplomilná rostlina se vyskytuje často na velmi kamenitých a suchých půdách. Roste velmi pomalu a dosahuje velmi vysokého věku. Stáří Platónova olivovníku z Akadimova háje u Athén je asi 2500 let. První úrodu přináší kolem dvacátého roku, ale plodí dalších 150 i více let.

## Využití

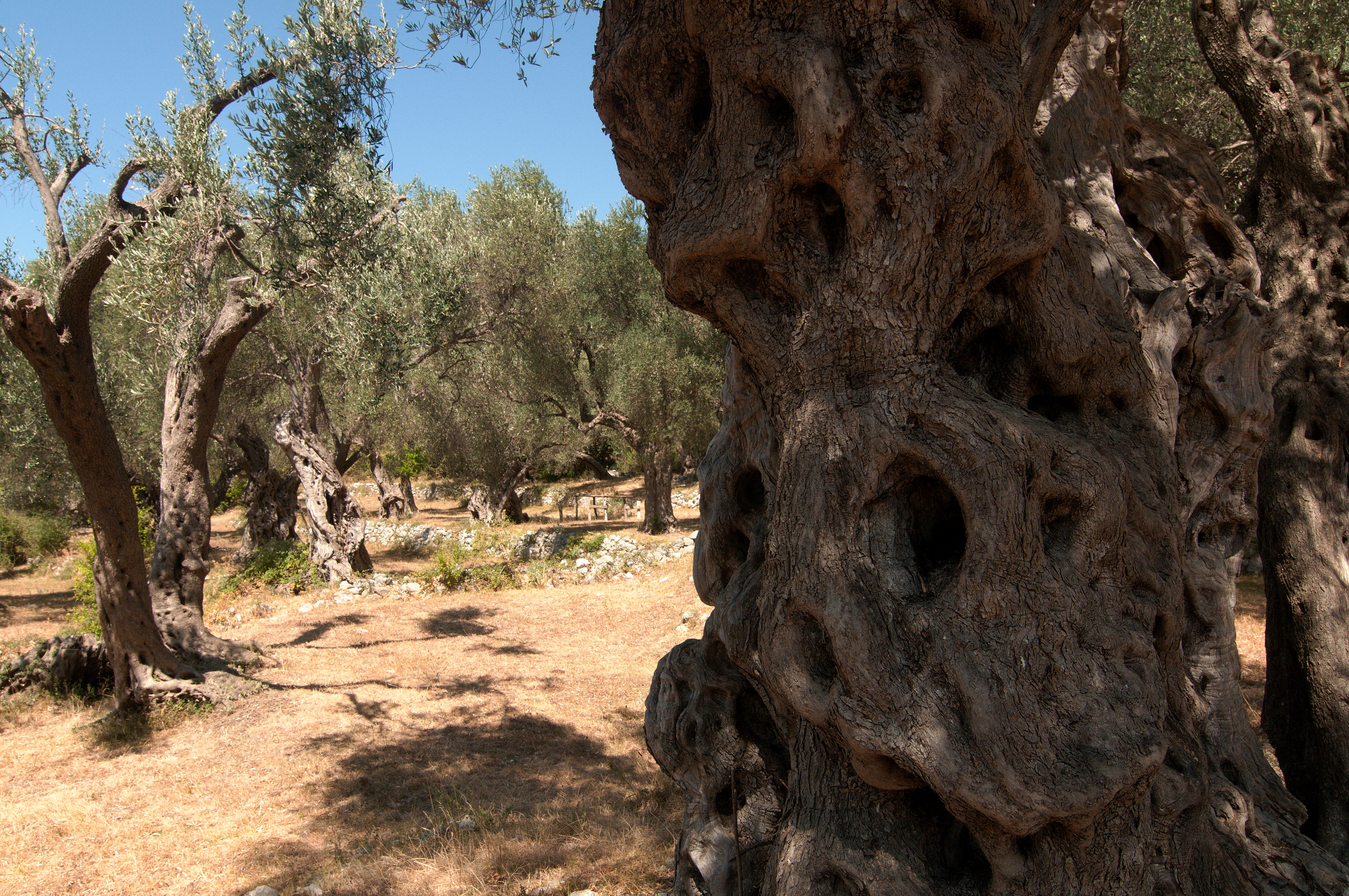
Sad olivovníků v Černé Hoře.

Využívány jsou především plody, ale i listy. Na sklizeň oliv se používají moderní metody, omezeně ale i tradiční metody, kdy se nechají zralé olivy prostě spadnout do připravené sítě. Stromy se nejčastěji očesávají ručně, nebo strojově. Sklízet je možné nezralé olivy, kdy mají ještě zelenou barvu, nebo zralé, kdy zčernají. Olivový olej z nezralých oliv je považovaný za kvalitnější, má ale menší výnosnost. Nástroje pro ruční sběr jsou hrabítka a teleskopické česače, které jsou buď pneumatické, nebo elektricky poháněné. Očesané olivy padají do připravené sítě pod stromem. Vedle očesávání se také ořezávají celé větve a olivy se z nich očešou až na zemi speciálním česačem větví. Ve Španělsku se pěstují menší stromy v řádcích a na očesání se používají specializované stroje, v Řecku, naproti tomu, se sbírají olivy ručně, kvůli podobě terénu a pěstování oliv v kopcích. Olivy obsahují olej, který se využívá v potravinářství, lékařství a kosmetice. Nejkvalitnější olej je samotok, který vypustí olivy samy svou hmotností jsouce uloženy v sudu. Dále se olej získává lisováním oliv mírným tlakem za studena. Olej musí být vylisován do čtyř dnů od sklizně, aby byla zachována jeho kvalita a především všechny látky v olivách obsažené. Olivové oleje se dělí na panenské, rafinované a směsi obou těchto olejů.
Listy olivovníku, se používají v medicíně pro výrobu tinktur, nebo čaje. Čaj z listů olivovníků má jemnou nasládlou a lehce nahořklou chuť, jeho konzumace má podobné blahodárné účinky jako konzumace oliv.

### Produkce oliv
Olivy jsou jedním z nejvíce pěstovaných druhů ovoce na světě. V roce 2011 bylo olivovníky osázeno 9,6 milionu hektarů, což je více než dvakrát větší plocha než plocha na níž se pěstují jablka, banány nebo manga. Větší plochu na světě zabírají pouze plantáže určené pro produkci kokosových ořechů a palmového oleje. Rozloha pěstování olivovníků se mezi lety 1960 až 1980 ztrojnásobila z 2,6 na 7,95 milionu hektarů a maxima 10 milionů hektarů dosáhla v roce 2008. Všech deset největších producentů podle údajů Organizace pro výživu a zemědělství je alokováno ve Středomoří a produkuje 95 % světové produkce oliv. Světový atlas oliv udává, že existuje 139 variant (kultivarů).

## Kulturní symbol
Židé vnímají plod olivovníku jako část bohatství své země a platí za důkaz a výraz blahobytu. V Koránu je olivovník zmiňován jako posvátný strom. V Antickém světě byl olivovník symbolem míru, blahobytu a plodnosti. Ve starověkých Athénách znamenal olivový věnec připevněný na dveřích, že syn odešel do světa. Ve válce poražení prosili o mír s olivovou větvičkou. Nejznámější zmínka o olivovníku je v biblickém příběhu o Noemovi.